# Solanum gibbsiae
Solanum gibbsiae är en potatisväxtart som beskrevs av James Ramsay Drummond. Solanum gibbsiae ingår i släktet skattor som ingår i familjen potatisväxter. Inga underarter finns listade i Catalogue of Life.